# Ossenberg (Rheinberg)

Lage der Gemarkung Ossenberg in Rheinberg

Das Dorf Ossenberg ist heute ein Ortsteil (amtlich Wohnplatz) im Stadtbezirk Borth der Stadt Rheinberg am linken unteren Niederrhein. Bis 1951 war es eine selbständige Gemeinde mit einem Schloss als Herrensitz, bevor es in die Gemeinde Borth eingemeindet wurde, die wiederum im Jahr 1975 nach Rheinberg eingemeindet wurde.
Ossenberg liegt drei Kilometer nördlich der Kernstadt von Rheinberg nahe am Rhein und hat heute etwa 2000 Einwohner. Den historischen Kern des Dorfes und seine Hauptsehenswürdigkeit bildet ein Herrensitz oder Schloss. Ossenberg gewann 2011 den Kreiswettbewerb Unser Dorf hat Zukunft (ehemals Unser Dorf soll schöner werden) und vertrat 2012 den Kreis Wesel auf Landesebene.

## Zum Ortsnamen
Der Ortsname Ossenberg wird meistens als Zusammensetzung von Osten und Berka gedeutet, also als eine Ortschaft im Osten Rheinbergs, dessen alter Name Berke oder Berka war. Die Vorsilbe Ossen- geht höchstwahrscheinlich auf eine niederfränkische Form der Himmelsrichtung Osten zurück. Eine andere weniger wahrscheinliche Erklärung bietet Hans Bahlow: danach ist os ein alteuropäisches Wasserwort mit der Bedeutung „Sumpf, Moor“, auf das auch unter anderem der Name Osna-brück zurückgeführt werden könne.
Nach Gysseling 1960 stammt der Ortsname Berke vom germanischen Wort für Birke. Tiefenbach 2012 geht nach Ausweis der frühen Form Berke von einem lokativischen Dativ aus, also „(Ort) bei der Birke“. Die Bezeichnung der Birke wird germanisch als *berkō bzw. *berkjō(n) rekonstruiert; aus diesen beiden Formen ergeben sich die unterschiedlichen Stammvokale in Berke und Birke. Das /e/ zeigt auch der Ortsname Berka in Thüringen, während sonst auch bei den Ortsnamen das /i/ vorherrscht, z. B. Birklar, Birkenau, Birkenholm und viele andere. Ältere Hypothesen zur Herkunft des Namens Berka findet man im Artikel Rheinberg.

## Geografische Lage
Ossenberg, heute ein Ortsteil der linksrheinischen Stadt Rheinberg, liegt in der Niederrheinischen Tiefebene unmittelbar am Rhein, etwa 12 Kilometer südlich der Kreisstadt Wesel und 14 Kilometer nördlich von Moers. Im Norden grenzt es an die Gemeinde Alpen und die Rheinberger Ortsteile Borth und Wallach, im Westen an Millingen und im Süden an die Rheinberger Gemarkung.
Ossenberg bildet seit 1975 zusammen mit den Wohnplätzen Borth und Wallach den Stadtbezirk Borth der Stadt Rheinberg. (Die anderen Stadtbezirke sind Rheinberg, Budberg und Orsoy.) Zum Ortsteil Ossenberg gehört das Naturschutzgebiet Rheinvorland nördlich der Ossenberger Schleuse, das zwischen Deich und Rhein liegt.

## Geschichte

### Frühe Geschichte
Ossenberg liegt direkt am Rhein, der in früheren Zeiten nicht wie heute in einem stabilen Flussbett dem Meer entgegenfloss, sondern sich in der niederrheinischen Tiefebene in mehrere Arme aufteilte, die viele Flussinseln umflossen. Ein solches Gebiet war vor der Bändigung des Rheins durch Flussregulierung und Deichbau kaum zu besiedeln, allenfalls auf einigen höher gelegenen Stellen. (Siehe auch den Abschnitt "Ossenberg und der Rhein".)
Um Christi Geburt lebten am unteren Niederrhein – aber wohl kaum direkt am Fluss – die keltisch-germanischen Mischvölker der Eburonen, Menapier und Cugerner, die von römischen Schriftstellern erwähnt werden. Siedlungsreste oder Gräberfunde sind im Ossenberger Gebiet aus dieser Zeit nicht erhalten. Seit Kaiser Augustus hielten die Römer den linken Niederrhein besetzt (die Versuche, eine rechtsrheinische Provinz Germania zu etablieren, waren nach der Varusschlacht 9 n. Chr. aufgegeben worden). Wichtige Stützpunkte der römischen Besatzung am unteren Niederrhein waren die Militärlager Vetera I auf dem Fürstenberg bei Xanten-Birten und Vetera II auf der Bislicher Insel bei Xanten. Die römische Großsiedlung in diesem Raum wurde Colonia Ulpia Traiana, aus der später die Stadt Xanten (Ad Sanctos) hervorging.

### Fränkisch-merowingische Zeit
Nachweislich erfolgte dann im 5. und 6. Jahrhundert eine Besiedlung des niederrheinischen Gebiets durch fränkische Stämme (Chamaver und Atturier), die die Römer vertrieben hatten. Ein Gräberfeld oder gar eine Siedlung ist für die fränkische Zeit auf Ossenberger Gebiet bisher nicht nachgewiesen. Die Ossenberg nächstgelegene Fundstätte aus dieser Zeit ist das fränkisch-merowingische Gräberfeld in Rill in der Nachbargemeinde Alpen. Dort wurden in Grabungen des frühen 20. Jahrhunderts 80 Gräber aufgedeckt und untersucht. Insgesamt umfasste das Gräberfeld von Rill etwa 200 Bestattungen von der Mitte des 5. bis ins 8. Jahrhundert. Die Toten wurden hauptsächlich in Särgen oder hölzernen Grabkammern bestattet, teilweise aber auch in Baumsärgen (ausgehöhlten Baumstämmen) beigesetzt, was auf einen sächsischen oder friesischen Einfluss hinweisen könnte. Die Grabbeigaben geben Aufschluss über die Tracht, Bewaffnung, Gerätschaften und soziale Schichtung der fränkischen Bevölkerung am Niederrhein. Vereinzelt belegen Funde in den niederrheinischen Gräberfeldern dieser Zeit (Gellep, Stratum, Orsoy, Rill) auch auf fernere Handelsbeziehungen, wie Keramik aus der Eifel, langobardisches Zaumzeug und Fibeln, ostgotische Spangenhelme und skandinavische Riemenzungen.
Ende des 7. Jahrhunderts nehmen die Grabbeigaben ab, was entweder auf den wachsenden Einfluss des sich nunmehr auch in ländlichen Gegenden verbreitenden Christentums oder aber auf eine Verarmung der Bevölkerung zurückzuführen ist. Die Lage des Gräberfeldes in Rill auf der höchsten Erhebung der Umgebung ist typisch für viele Anlagen aus der fränkischen Zeit. Siedlungsmöglichkeiten gab es in dieser Zeit nur auf höher gelegenen Stellen (Brinken und Spyken), die einigermaßen vor dem Hochwasser geschützt waren.

### Rittersitz Ossenberg

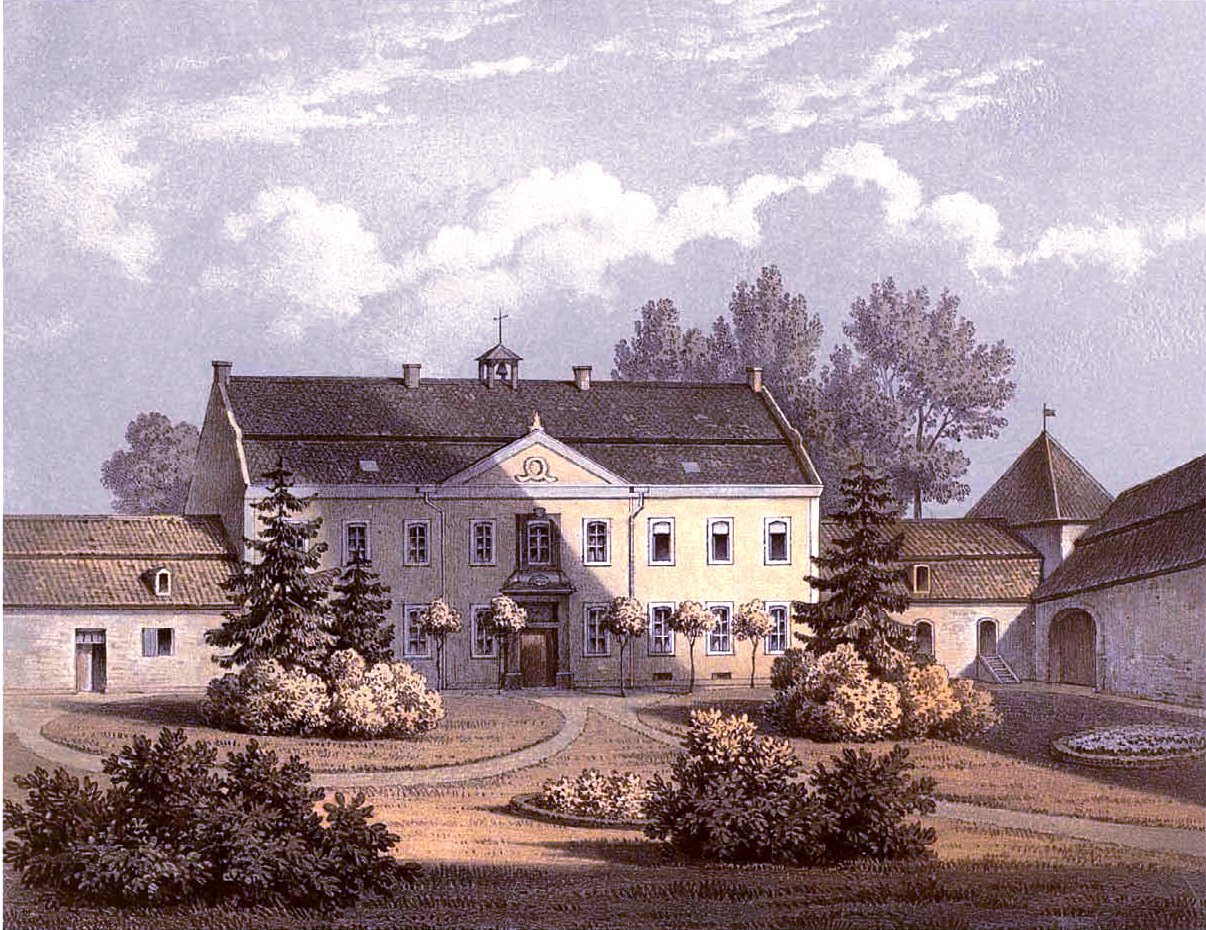
Schloss Ossenberg um 1860, Sammlung Alexander Duncker

Die Geschichte des Dorfes ist eng mit dem urkundlich erstmals 1176 erwähnten Haus oder Schloss Ossenberg verbunden. Anfänglich war die „Herrlichkeit Ossenberg“ wohl ein befestigter fränkischer Rittersitz, der dann in kölnischen Besitz gelangte. Als erster Besitzer von Haus Ossenberg wird ein gleichnamiges Geschlecht genannt, das mehrfach in Urkunden des 14. Jahrhunderts erwähnt wird. Im Jahre 1335 verkauften die Brüder Wilhelm und Otto von Ossenberg der Abtei Kamp größere Weideländereien. Das Stift Xanten, die Abtei Kamp und andere Klöster hatten nachweislich Grundbesitz in Ossenberg. Um 1350 starb Otto von Ossenberg ohne Nachfolger. Am 13. Januar 1351 wurde seine Witwe Margaretha von dem Grafen Friedrich von Moers mit der Vogtei und Herrlichkeit Ossenberg belehnt. Die Lehensbefugnis war zwischen der Grafschaft Moers und dem Kurfürstentum Köln umstritten. Durch Heirat jener Margaretha mit Arnt von Wevort kam der Besitz 1375 an die Familie Wevort (auch Wevorden).

### Wevort und von der Rhoer
Mehr als 300 Jahre war die Familie Wevort, eines der ältesten niederrheinischen Adelsgeschlechter, das zahlreiche wichtige Funktionen und Ämter innehatte, im Besitz des Schlosses Ossenberg und seiner Ländereien. Im 16. Jahrhundert traten die Wevorts früh zum protestantischen Glauben über und hatten einen entscheidenden Anteil an der reformatorischen Entwicklung in Moers, Rheinberg und natürlich Ossenberg.
Die Vogtei Ossenberg bildete in dieser Zeit einen eigenen Gerichtsbezirk, der Rheinberg und die umliegenden Orte umfasste und dessen Gerichtsordnung die Grafen von Neuenahr und Moers 1567 dokumentierten. Dabei wurde erklärt, dass Moers als Appellationsgericht für das Gericht Ossenberg fungieren solle. 1712 wurde durch preußisch-königliche Verordnung der Instanzenweg bestätigt: von den Untergerichten Ossenberg, Friemersheim und Krefeld hatten sich Beschwerdeführer zunächst an das Hauptgericht in Moers, dann an das Oberappellationsgericht in Berlin zu wenden.
Nach Ausweis einer Urkunde des Amtes Rheinberg besaß Ossenberg 1636 – also während des Dreißigjährigen Krieges – außer dem Schloss nur fünf größere Höfe und 28 Katstätten, die nicht einmal alle bewohnt waren. Aufgrund wachsender Schulden auch infolge der Kriegswirren musste Ossenberg schließlich von den Wevorts veräußert werden. So wurde 1701 der Utrechter Domherr Thomas Brauwart mit der Herrlichkeit und dem Gericht zu Ossenberg belehnt. Danach wechselte Ossenberg erneut zweimal kurz hintereinander den Besitzer. Zunächst gelangte es in den Besitz von Graf Johann Christoph von Wylich und Lottum, danach übernahm Graf Truchseß von Waldburg den Herrensitz. Er ließ in den 1720er Jahren das alte befestigte Schloss durch das heutige Gebäude im Rokokostil ersetzen (siehe Beschreibung).
Bereits 1744 veräußerte Truchseß von Waldburg das Schloss mit seinen Gütern an Ludolf von der Rhoer (oder Rhur), einen wohlhabenden katholischen Kaufmann aus Rheinberg. (Nach einer Duisburger Urkunde von 1744 wurde Schloss Ossenberg allerdings als "Reckischer Besitz" zum Verkauf angeboten, es gehörte danach – zumindest kurzzeitig – dem westfälischen Adelsgeschlecht von der Reck(e), siehe den Weblink). Ludolf von der Rhoer ließ die in Trümmern liegende Antonius-Kapelle in der Nähe des Schlosses wieder aufbauen. (Siehe den Abschnitt über die Antonius-Kapelle.) Nachfolger von Ludolf von der Rhoer wurde sein Sohn Caspar Anton, der 1783 von König Friedrich II. in den Freiherrnstand erhoben wurde und 1784 den Rittersitz Baerl erwarb. Die Familie von der Rhoer blieb über hundert Jahre im Besitz von Ossenberg. 1811 – während der französischen Besetzung des Niederrheins – gab sich hoher Besuch die Ehre: Die Kaiserin Marie Louise, die Gemahlin Napoleon I., stattete Schloss Ossenberg einen Besuch ab und übernachtete dort.

### Bürgermeisterei Ossenberg
1794 stieß das französische Revolutionsheer bis an den Rhein vor, das linksrheinische Gebiet unterstand damit französischer Herrschaft. Der Adelsstand ging durch Dekrete von 1795 und 1798 aller bisherigen Rechte, Privilegien und Einnahmen (Erbpachten, Zehnten) verlustig. Das linksrheinische Gebiet wurde 1798 in vier Departments, diese wiederum in Arrondissements und schließlich in Kantone aufgeteilt. Die Vogtei Ossenberg wurde aufgelöst und das Dorf dem Kanton Rheinberg eingegliedert, der zum Distrikt Krefeld (Arrondissement de Crévelt) im Rur-Departement (Département de la Roer) mit Verwaltungssitz Aachen gehörte.
1800 wurden die drei Dörfer Ossenberg, Borth und Wallach innerhalb des Kantons Rheinberg zu einer Mairie (Bürgermeisterei) Ossenberg mit einem Munizipialagenten oder Maire als Bürgermeister zusammengefasst. Zunächst fungierten Mitglieder der Familie von der Rhoer als Maire, auch nachdem Preußen 1816 – in dessen Besitz der linke Niederrhein 1815 übergegangen war – eine Verwaltungsreform durchführte und den Kreis Rheinberg einrichtete, der dem Kanton entsprach. Die Bürgermeisterei Ossenberg blieb als Samtgemeinde der Gemeinden Ossenberg, Borth und Wallach erhalten. Ab 1823 unterstand sie aber trotz prinzipieller Eigenständigkeit der kommissarischen Verwaltung durch den Bürgermeister der Stadt Rheinberg, der im Auftrag des Preußischen Staates in Personalunion außer der Stadt Rheinberg mehrere selbständige Gemeinden im Umland verwaltete, darunter auch die Bürgermeisterei Ossenberg. Der Hauptgrund dafür, dass eine Bürgermeisterei wie Ossenberg keinen eigenen Bürgermeister erhielt, war die trotz ständig steigender Aufgabenfülle äußerst geringe Bezahlung dieses Amtes, von der kein Bürger sein Auskommen haben konnte. 1845 hatte die Bürgermeisterei Ossenberg 1244 Einwohner, davon entfielen auf Ossenberg selbst 460, auf Borth 482 und auf Wallach 302.
Die Personalunion des Bürgermeisteramtes von Ossenberg und Rheinberg – faktisch also die Verwaltung der Bürgermeisterei Ossenberg durch den Rheinberger Bürgermeister – hielt mit nur kurzen Unterbrechungen bis 1930 an. Damals erhielt das Amt Ossenberg einen eigenen Bürgermeister. Am 1. April 1951 wurden die drei Gemeinden des Amtes Ossenberg zur amtsfreien Gemeinde Borth zusammengeschlossen (Amtssitz in Borth), die bei der Gebietsreform, die am 1. Januar 1975 in Kraft trat, in die Stadt Rheinberg eingegliedert wurde.

### Berghe von Trips
Das Grafengeschlecht Berghe von Trips ist seit der Mitte des 19. Jahrhunderts fest mit Ossenberg verbunden. Im Jahre 1190 erscheint in Brabant der Name Goswin Dukert van Berghe. Wilhelm von Berghe erwarb 1446 das Besitztum Schloss Trips bei Geilenkirchen, worauf seine Nachkommen den Namen Berghe von Trips annahmen. Graf Franz Adolf Anselm Berghe von Trips erhielt 1796 den Reichsgrafentitel. Sein dritter Sohn Otto Maximilian Josef Clemens (1821–1882) heiratete 1857 Albertina Freiin von der Rhoer, die zweite Tochter des ohne männliche Nachkommen verstorbenen Freiherrn Heinrich Cornelius Balthasar von der Rhoer, und übernahm damit die Leitung des Hauses Ossenberg.
Sein ältester Sohn Luitpold Albert Maximilian Otto Reichsgraf Berghe von Trips (1858–1938) wurde nach seinem Tod im Jahre 1882 sein Nachfolger. Reichsgraf Luitpold war nicht verheiratet. Er machte mehrere großzügige Stiftungen, die er durch den Verkauf von Ländereien finanzierte, und ließ das Ossenberger Schwesternhaus (Kindergarten, Krankenstation) erbauen.
Nach dem Tode von Graf Luitpold (1938) kam das Haus Ossenberg durch Erbfolge an Graf Clemens Berghe von Trips (1908–1992). Im März 1942 wurde bei einem Fliegerangriff mit Sprengbomben der linke Flügel von Haus Ossenberg völlig zerstört. Dabei gingen alle historischen Unterlagen wie Chroniken und Überlieferungen neben anderen wertvollen Einrichtungen und Gegenständen verloren. Drei der Schlossbewohner – darunter eine Tante des Grafen – starben bei diesem Angriff.
Nach dem Krieg wurde der linke Flügel und das Küchengebäude durch Clemens Graf Berghe von Trips wiedererrichtet und einige Teile des Schlosses restauriert. Der bekannte Rennfahrer Wolfgang Graf Berghe von Trips hätte das Schloss eigentlich geerbt, wäre er nicht 1961 tödlich verunglückt. Im Jahre 1988 adoptierte Graf Clemens seine Großnichte Karen von Brauchitsch, in deren Besitz das Schloss nach seinem Tode (1992) überging. Zusammen mit ihrem Ehemann, Wilhelm Albert Herzog von Urach und Graf von Württemberg, nahm sie umfangreiche Restaurierungsarbeiten am Schloss vor.

## Schulgeschichte Ossenbergs
Die Schulgeschichte Ossenbergs ist bis zum Beginn des 20. Jahrhunderts – als sich durch die Gründung der Solvay-Werke die wirtschaftliche Situation der Gemeinde entscheidend verbesserte – eine einzige Katastrophe. Allerdings sah es in anderen kleineren Gemeinden des Niederrheins damals kaum besser aus. Die elenden Ossenberger Schulverhältnissen resultierten zunächst aus der bitteren Armut der Bürger, dann aber aus dem eifersüchtigen und kleinlichen Verhalten der beiden Konfessionen, dem fehlenden Einsatz des Staates – das gilt auch, nachdem Preußen seit 1816 für die Geschicke des Dorfes verantwortlich war – und offensichtlich auch aus dem Desinteresse der jeweiligen Herren von Ossenberg, ob sie nun Wevort, von der Rhoer oder Berghe von Trips hießen.
Im Geschichtsbuch der Gemeinde Borth beschreibt der ehemalige Ossenberger Hauptlehrer Walter Pelzer die Schulgeschichte Ossenbergs – soweit sie zu rekonstruieren ist – im Detail. Einige wenige Stationen daraus sollen hier dargestellt werden:
- 1739: Erste Erwähnung des Ossenberger Schulwesens in einer Urkunde der reformierten Kirchengemeinde Wallach, die auch für die Ossenberger Protestanten zuständig ist. Es wird festgehalten, dass der Ossenberger Unterschulmeister von der reformierten Kirchengemeinde Wallach bestimmt wird und lutherischer Religion sein soll. Er kann im Schulhaus mit Garten an der Straße nach Borth wohnen und sich wechselweise von den Familien des Dorfes speisen lassen; vielleicht erhält er von dem einen oder anderen ein Trinkgeld ("Douceur"). Außerdem hat er in Ossenberg noch den Dienst als Küster und Vorsinger an der Kapelle zu versehen. Ein Jahr später verließ der Lehrer Tops seinen Dienst, da er von dieser „Bezahlung“ nicht existieren konnte.
- 1740–1779: In Ossenberg wird rund 40 Jahre keinerlei Schulunterricht erteilt. Das Schulhaus wird vermietet, es gelingt nicht, für die geringe Bezahlung einen neuen Lehrer anzustellen. Erst 1776 ermöglichen der Preußische Staat und die Grafschaft Moers durch einen Fonds cassa montis pietatis "Fonds des Berges der Frömmigkeit" die Zahlung von 25 Talern an bedürftige Schulmeister, die den Ossenbergern auf Antrag auch gewährt wird. Leider weigerte sich der Mieter des Schulhauses auszuziehen. Noch schwieriger war die Frage der Religionszugehörigkeit des neuen Lehrers zu klären. Das Haus Ossenberg war 1740 durch den Besitzerwechsel auf Ludolf von Rhoer wieder katholisch geworden, auch die Mehrzahl der Bürger gehörten diesem Glauben an. Also sollte ein katholischer Lehrer eingestellt werden. Dem widersetzte sich die Protestanten und ihre Wallacher Kirchengemeinde vehement, die Moerser Regierung lehnte ein entsprechendes Gesuch der Ossenberger ab, da das Schulhaus von Reformierten errichtet worden sei und es schon immer so war (… von älteren Zeiten festgelegt und antiquis actis ohnehin gemäß). Erst 1779 konnte der neue evangelische Lehrer Johann Heinrich Scheydt eingestellt werden.
- 1779–1827: Lehrer Scheydt versieht in Ossenberg sein Amt, natürlich als einziger Lehrer für alle Schüler aller Altersklassen. Mehrmals scheitern seine Versuche, besser bezahlte Stellen an anderen Schulen zu erhalten. Während der französischen Besatzung von 1801 bis 1815 fallen auch noch die 25 Taler aus der cassa montis pietatis fort. Es blieben dem Lehrer nur noch Pfennigbeträge der Eltern für ihre schulpflichtigen Kinder, aber selbst die konnten viele Eltern nicht aufbringen. Lehrer Scheydt starb 1827.
- 1827–1832   Wieder eine Phase ohne Unterricht in Ossenberg. Die Ossenberger wünschen einen katholischen Lehrer, die protestantische Wallacher Kirchengemeinde hält mit den alten Argumenten dagegen, das Schulgebäude wird wieder anderweitig vermietet. Die Ossenberger Schüler sollen die Schulen in Rheinberg und Borth besuchen, was wegen der weiten Wege kaum möglich ist. Erst 1832 wird die Ossenberger Lehrerstelle auf staatlichen Druck hin wieder besetzt, der neue Lehrer ist katholisch.

Auch der Rest des 19. Jahrhunderts ist durch ein ständiges Ringen der jeweiligen Lehrer gekennzeichnet, ihre wirtschaftliche Situation etwas zu verbessern, und durch die regelmäßig erfolgenden Entscheidungen des Gemeinderats, nicht mehr Geld für die Schule auszugeben. Erst der Bau der Solvay-Werke veränderte die wirtschaftliche Situation und Bevölkerungszahl Ossenbergs entscheidend: es konnte ein zweiter Lehrer (Lehrerin) eingestellt werden, ein neues Schulgebäude wurde errichtet, schließlich gab es vier Lehrer mit vier Klassen. Aber auch 1959 wurden noch jeweils zwei Jahrgänge zu einer Klasse zusammengefasst. Ein weiterer Neubau verbesserte auch diese Situation. Heute ist in Ossenberg nur noch die Grundschule vorhanden, die seit dem 1. August 2010 nur noch eine Zweigstelle der Grundschule Borth-Wallach ist. Weiterführende Schulen werden von Ossenberger Schülern vor allem in Rheinberg besucht.

## Ossenberg und der Rhein

### Bedeutung des Rheins für Ossenberg
Durch seine Lage unmittelbar am Rhein hatte dieser Fluss für die Herrlichkeit und den Weiler Ossenberg immer eine große Bedeutung. Ossenberg war bis ins 20. Jahrhundert hinein ein Fischerdorf, die Fischereierträge spielten neben dem Ackerbau eine wichtige Rolle bei der Ernährung der Bevölkerung. Der alte Name Werftstraße für einen Weg am Altrheinarm zeugt davon, dass in Ossenberg auch Fischerboote hergestellt und ausgebessert wurden.
Neben dieser wirtschaftlichen Bedeutung, die der Rhein für Ossenberg besaß, ist aber vor allem die fast jährliche Bedrohung durch Hochwasser und Eisgang zu sehen. Nicht selten änderte sich der Lauf des Flusses durch solche Ereignisse, indem Eisbarrieren zu Flussdurchbrüchen an anderen Stellen und zur Schaffung neuer Rheinarme führten. Die bestdokumentierten Ereignisse des unteren Niederrheins aus Mittelalter und früher Neuzeit sind die großen Hochwasserkatastrophen.
Ossenberg hat wohl schon um die Zeitenwende linksrheinisch gelegen, was hier heißt: links vom Haupt- oder Mittelarm des Flusses. In der römischen und fränkischen Zeit erstreckte sich der Hauptarm von Rheinberg über Ossenberg, Borth, Elverich, Rill nach Menzelen. Dies ist heute aus Restgewässern zu rekonstruieren, die im Verlauf dieses alten Rheinarms zu finden sind (Borthsche Ley). Ein solcher Rheinverlauf bedeutete, dass die heutigen Ossenberger Nachbarorte Borth und Wallach rechtsrheinisch lagen, also vom linksrheinischen Ossenberg durch den Fluss getrennt waren. Dieser Umstand wird auch dadurch dokumentiert, dass die Wallacher Kirchengemeinde zum Kirchspiel des rechtsrheinischen Spellen gehörte.

### Beginn des Deichbaus und der Flussregulierung
Nach mehreren Änderungen des Rheinlaufs stabilisierte sich etwa seit 1300 seine Lage in der heutigen Position, dadurch wurden auch Borth und Wallach zu linksrheinischen Orten. Grund für die Stabilisierung ist der Beginn des Deichbaus wahrscheinlich im 12. Jahrhundert, möglicherweise schon im 11. Jahrhundert. Dabei handelte es sich zunächst um niedrige Sommerdeiche, die kleinere niedrig gelegene Bereiche – die sog. Polder – wenigstens vor den Sommerhochwassern schützen konnten, und um zunächst örtlich begrenzte Banndeiche, die vor allem die schrecklichen Folgen des Eisgangs von exponierten Orten oder Einzelgehöften abhalten sollten. Wegen der politischen Zersplitterung des unteren Niederrheins – Rheinberg und Ossenberg gehörten zu Moers bzw. Kurköln, Borth und die nördlicheren Bereiche zu Kleve – gab es noch keine durchgehenden systematischen Maßnahmen, die für eine sichere Deichstruktur auf der ganzen betroffenen Flusslänge nötig gewesen wäre. Aber selbst die ersten Einzelmaßnahmen trugen bereits zu einer Flussregulierung und damit zur Bewohnbarkeit der flussnahen Gebiete bei.
Dies führte ab dem 12. und 13. Jahrhundert zu vielen Neugründungen und Ausbauten von Ortschaften in Rheinnähe, darunter auch Ossenberg mit seinem Herrensitz. Viele Kirchen des unteren Niederrheins sind gerade in dieser Zeit entstanden, was auf eine enorme Erhöhung der Bevölkerungsdichte schließen lässt. 1364 wird im Düffel (nördlich von Kleve) erstmals ein amtliches Deichrecht erlassen, in dem die Aufgaben eines Deichbeauftragen festgelegt werden. Zwischen Ossenberg und Büderich ist ein Banndeich seit dem Ende des 15. Jahrhunderts nachweisbar, und zwar durch das Wallacher Deichbuch von 1502.

### Historische Rheinhochwasser
Trotz des sich ständig verbessernden Deichbaus kam es zu vielen Hochwassern und Eisgängen, die immer wieder bis in die Ortskerne vordrangen. Belegt sind unter anderem folgende besondere Katastrophen:
- 1374   Ein Frühjahrshochwasser von besonderer Dauer, das am Niederrhein zu Teuerungen und Hungersnöten führte, da die Felder nicht bebaut werden konnten.
- 1450   Ein Hochwasser, das mehrere Kirchen des unteren Niederrheins vollständig fortspülte.
- 1551–1573   Mehrfacher Bruch des Banndeiches zwischen Ossenberg und Büderich; infolge dieser Hochwasserserie ergreift die Grafschaft Kleve systematische Maßnahmen zur Deichsicherung; das kurkölnische Ossenberg wird nicht einbezogen.
- 1668   Hochwasser und starker Eisgang. Die Rheinfluten graben sich ein neues Bett, das etwa 4 km östlich von Rheinberg verläuft, das bisher direkt am Rhein gelegen hatte. Preußen hatte großes Interesse daran, den neuen Verlauf zum Hauptstrom auszubauen und den ursprünglichen Rheinarm in Stadtnähe versanden zu lassen. Der neue Strom führte durch klevisch-preußisches und nicht mehr kurkölnisches Gebiet, und auch nicht mehr am kurkölnischen Zollturm von Rheinberg vorbei. Durch technische Maßnahmen (Weiden, Kribbwerke, versenkte Stein- und Sandschiffe) wurde der alte Rheinarm fast trockengelegt und der neue systematisch ausgebaut. Diese Flussverlagerung war 1714 abgeschlossen. Als Preußen Rheinberg dann an Kurköln zurückgeben musste, konnten die Verhältnisse nicht mehr zurückgeführt werden, Rheinberg verlor seine bisherige wirtschaftliche Bedeutung. Das Überbleibsel des ursprünglichen Hauptarms ist der Alte Rhein in Ossenberg und Rheinberg, der in der Nähe des Ossenberger Hafens in den Hauptarm des Rheins fließt und kurz davor durch eine in den 1930er Jahren gebaute Hochwasserschleuse gesichert wird.
- 1740   Eisgang und langanhaltende Überschwemmungen; die Äcker versanden. In der Folge gibt es preußische Aktivitäten zum Deichbau. Durch die Konstruktion von Buhnen (senkrecht in den Fluss hineinragende Aufschüttungen) und die Beseitigung von Rheininseln durch Sperrung von Seitenarmen wird der Fluss besser reguliert. Als Folge dieses Hochwassers und wegen der anhaltenden Gefährdung erlässt der preußische König Friederich II. im Jahr 1767 das Clever Deichreglement, das die anwohnenden Bürger an den Kosten des nun systematisch betriebenen Deichbaus beteiligt und dessen Gültigkeit in den Grundzügen bis ins 20. Jahrhundert hinein andauert.
- 1784   Eines der höchsten registrierten Hochwasser (vgl. Hochwasser 1784) mit enormem Eisgang. Nach Berichten des Ossenberger Freiherrn Carl von der Rhoer steht das Wasser bis zu den Dächern; zwischen Ossenberg und Wallach gibt es sechs Dammdurchbrüche. In Ossenberg muss man mit dem Nachen durch die Dorfstraßen fahren. In den Nachbarorten Borth und Wallach ist fast alles Vieh ertrunken. Über dieses Jahrhunderthochwasser gibt es viele Zeugnisse. Danach wurde vom Xantener Kanonikus de Pau die skurrile Forderung erhoben, die Dämme alle einzureißen, damit das Wasser leichter abfließen könne. Diese Maßnahme hätte allerdings zur Unbewohnbarkeit des unteren Niederrheins geführt. Durch weitere Rheinbegradigungen sorgte man in den folgenden Jahren für einen schnelleren Abfluss der Wassermassen.
- 1809   Das Hochwasser, das von Goethe in der Ballade Johanna Sebus eindrucksvoll beschrieben wurde.
- 1855   Ein Hochwasser mit extremen Eisgang, zwei Dammbrüche zwischen Ossenberg und Wallach, zehn große Durchbrüche zwischen Ossenberg und Baerl (in einer Rheinberger Chronik ausführlich beschrieben). Ein großes Holzfloß, das bei Ossenberg vertaut war, reißt sich los und zerstört den aufgeweichten Wallacher Deich auf über 100 Metern Länge. Durch diesen Durchbruch ergießen sich die Fluten und großen Eisschollen, die viele Häuser zum Einsturz bringen. Erst ein weiterer Dammbruch bei Bislich lässt das Wasser abfließen.
- 1882   Das zweithöchste je registrierte Hochwasser am Niederrhein (am Ober- und Mittelrhein ist es das höchste). Es führt im Raum Orsoy - Ossenberg - Büderich wieder zu vielen Dammdurchbrüchen. Allerdings gibt es keinen größeren Eisgang.
- 1920   Das Hochwasser ist nur 50 cm niedriger als das bisherige Rekordhochwasser von 1882.
- 1926   Das höchste je am Niederrhein registrierte Hochwasser, es ist nochmal 30 cm höher als das Hochwasser von 1882. Es kann deswegen mit gutem Grund als Jahrtausendhochwasser bezeichnet werden. Seine Höhe plus einem Meter wurde jetzt als Zielhöhe neuer Deiche definiert, eine Formel, die bis 1977 Bestand hatte. Dieses Hochwasser ist den ältesten Bewohnern von Ossenberg heute noch präsent, vor allem erinnern sie sich daran, "wie man mit dem Nachen durch die Dorfstraße zum Schloss fahren musste". Das Dorf stand vollständig meterhoch unter Wasser, wie alte Photos beweisen.

### Hochwassersicherung heute

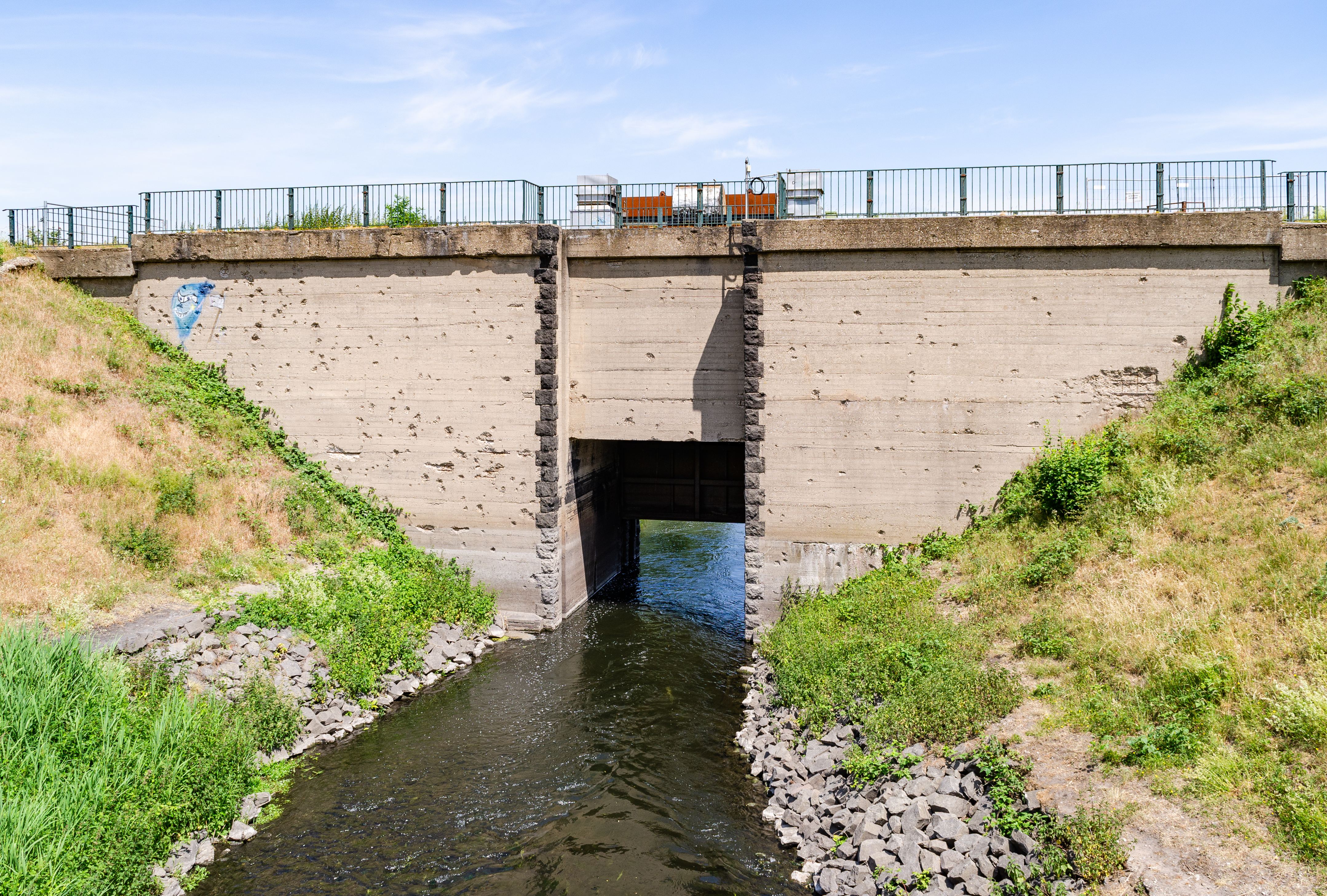
Hochwasserschutzschleuse am Ossenberger Altrhein

Durch die Errichtung des neuen durchgehenden Banndeichs (ein Meter höher als das 1926er Hochwasser) in den Jahren 1935 – 37 konnten weitere direkte Überflutungen am unteren Niederrhein verhindert werden: das Hinterdeichland und damit auch die Ortschaft Ossenberg gilt heute als hochwassersicher. Um den Ossenberger Altrheinarm bei Hochwasser gegen Rückfluss vom Rhein abriegeln zu können, wurde eine aufwendige Schleusenanlage installiert. Ein besonderes Problem stellen im Raum Ossenberg bis Duisburg Bodensenkungen durch den Steinkohlenbergbau dar. Ständig muss kontrolliert werden, ob daraus Absenkungen der Deichkronen resultieren, die dann umgehend zu beseitigen sind.
Jeder Ossenberger Hausbesitzer zahlt heute eine jährliche „Deichgebühr“ an den „Orsoyer Deichgräfen“, der für die Erhaltung und Pflege des Deichsystems im Gebiet Baerl – Orsoy – Ossenberg (Flusskilometer 768 bis 806) verantwortlich ist. Viele kostspielige Einzelmaßnahmen seit 1950 führten zu einem stabilen Deichsystem mit enormen Deichhöhen von bis zu 14 Metern beim nahegelegenen Eversael, weltweit die höchsten Flussdeiche. Diese konnten auch die beträchtlichen Hochwasser von 1993 und 1995 sicher abfangen. Als Zeugen einer schlimmen Vergangenheit sind in Ossenberg noch die Deichdurchbruchstellen (Dörbroch) des alten Deichs links des Weges vom Dorf zum Ossenberger Hafen zu erkennen.

## Sehenswürdigkeiten

### Schloss Ossenberg

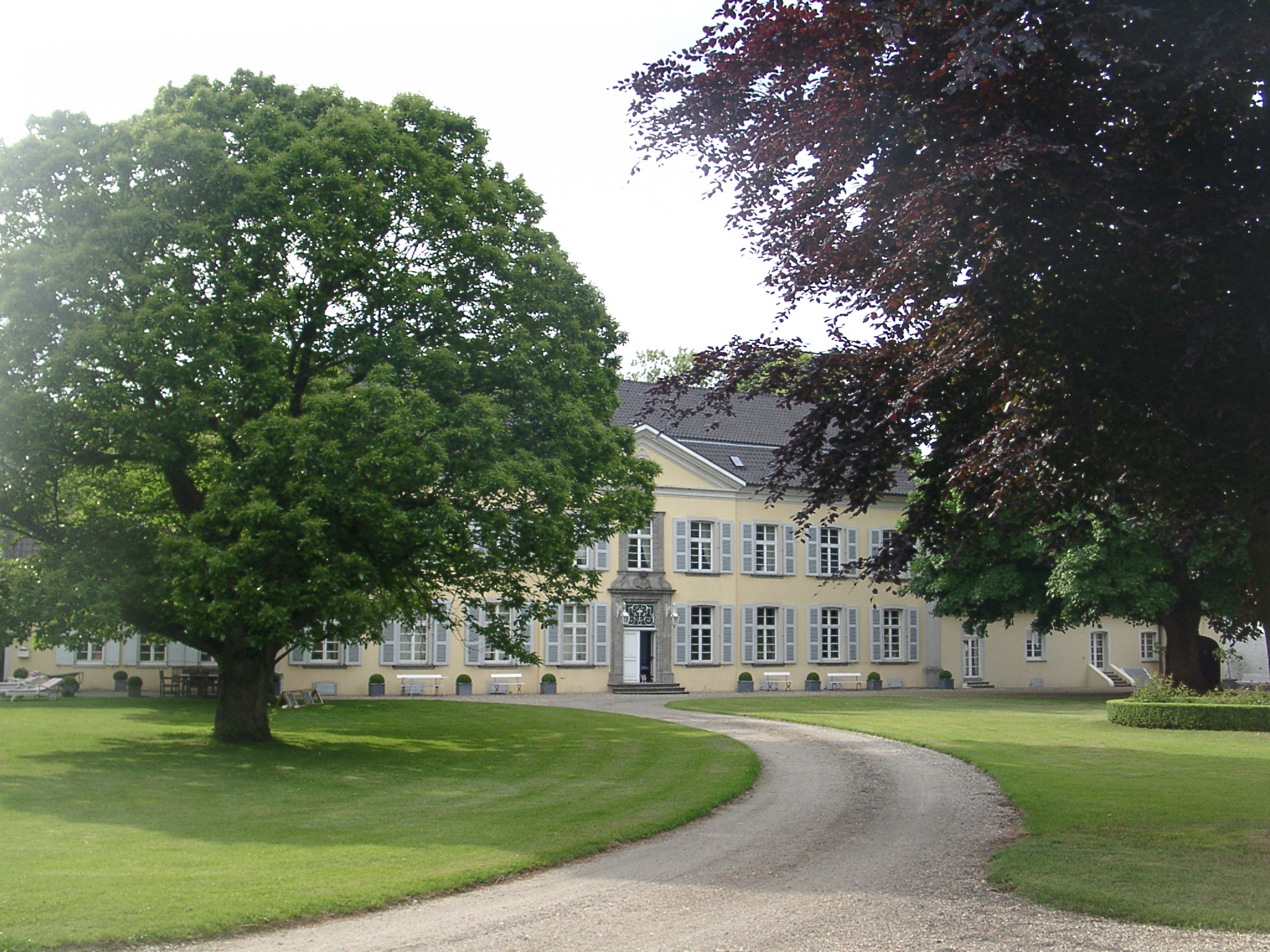
Schloss Ossenberg

Von dem ursprünglichen Schlossgebäude, das einen wehrhaften oder auch burgartigen Charakter gehabt haben soll, ist nichts mehr erhalten Es wurde in den 1720er Jahren von seinem damaligen Besitzer, dem Grafen Truchseß von Waldburg, durch den heutigen Bau ersetzt. Ein Fliegerangriff im Zweiten Weltkrieg beschädigte ihn schwer. Nach Kriegsende wurde der linke Flügel und das Küchengebäude durch Clemens Graf Berghe von Trips wiedererrichtet und einige Teile des Schlosses restauriert.
Zwischen 1988 und 2004 wurden am Schloss Ossenberg und seinen Nebengebäuden viele Renovierungsmaßnahmen durchgeführt. Als bisher letzte wurden in den Jahren 2002 bis 2004 im Rahmen eines EUREGIO-Projektes im rechten Flügel die ehemaligen Gäste- und Gesindezimmer wieder instand gesetzt. Seither steht dieser Teil des Schlosses Übernachtungsgästen zur Verfügung. Die gegenwärtige Größe des zum Schloss gehörenden Gutes beträgt noch etwa 350 Morgen (90 Hektar).

### Antonius-Kapelle

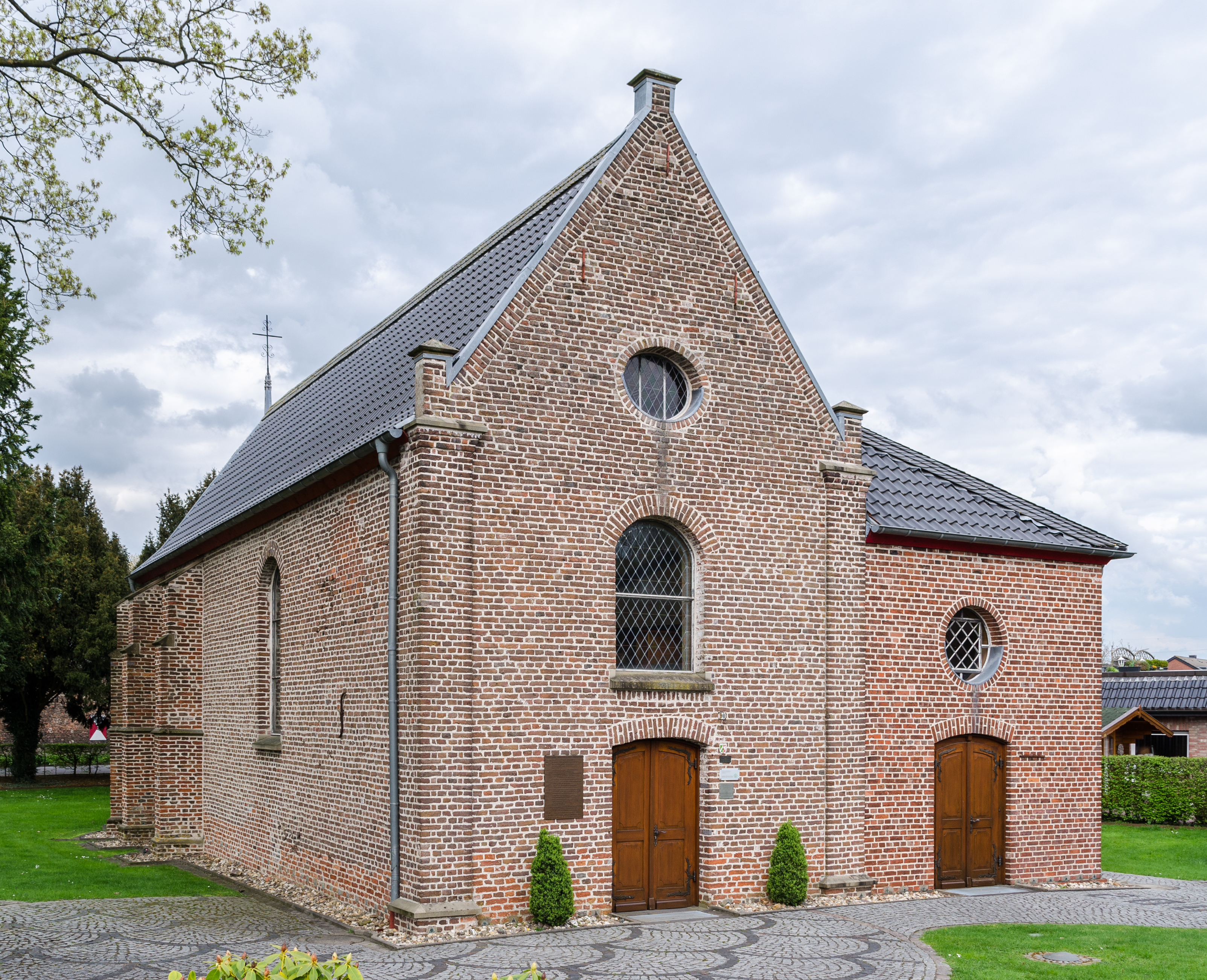
Schlosskapelle

Zum Schloss gehörte wohl schon im 13. Jahrhundert eine dem hl. Antonius geweihte Kapelle, die sich westlich außerhalb der eigentlichen Schlossanlage befand. Der Baustil der ursprünglichen Kapelle war gotisch, was durch Einwölbungen im Chorraum sichtbar wird. Später – im 17. und frühen 18. Jahrhundert – erfolgte eine Barockisierung. Schon die gotische Kapelle war die Begräbnisstätte der herrschaftlichen Familien von Ossenberg, um die Kapelle herum lag der Friedhof der Bürger.
Um 1750 ließ der neue katholische Besitzer von Ossenberg, Ludolf von der Rhoer, die verfallene Antonius-Kapelle für die Katholiken des Dorfes wieder aufbauen und in der Länge wesentlich erweitern. In langwierigen Prozessen erstritten sich die Reformierten des Dorfes das Recht, ebenfalls in dieser Kapelle dreimal im Jahr ihren Gottesdienst abhalten zu dürfen. So wurde die Antonius-Kapelle zu einem Simultaneum, also einer Kirche, die gemeinsam von Katholiken und Protestanten genutzt wurde.
In den Jahren vor und nach dem Ersten Weltkrieg wuchs die Ossenberger Bevölkerung durch die Industrieansiedlung der Solvay-Werke stark an. 1923 wurde deswegen an die Kapelle in bürgerlicher Gemeinschaftsarbeit ein südliches Seitenschiff angebaut, das den ursprünglichen Charakter des Gebäudes allerdings stark beeinträchtigte. Schließlich wurde durch ehrenamtliche Eigenleistung vieler Ossenberger Bürger von 1999 bis 2001 eine vollständige Restaurierung durchgeführt. Die restaurierte Kapelle ist wieder für Gottesdienste und Trauungen beider Konfessionen nutzbar.
Die Kapelle hat etwa die Außenmaße 20 Meter × 11 Meter (unter Einbeziehung des Seitenschiffs). Der Altar ist barock, hinter dem Altar liegt eine Sakristei. Die Flügel rechts und links vom Altar stellen die Apostel Petrus und Paulus dar. Vier Figuren ruhen auf Konsolen: Christus, Mutter Anna, Maria und der heilige Antonius der Einsiedler, der Patron der Kapelle. Die Fenster im Chorraum sind dem guten Hirten und der Jungfrau Maria mit dem Jesuskind gewidmet. Der Orgelprospekt ist ebenfalls barock, die Pfeifen sind restauriert.
Als nach dem Zweiten Weltkrieg die Antonius-Kapelle bei der wachsenden Einwohnerzahl Ossenbergs zu klein wurde – viele Flüchtlinge aus dem Osten fanden in Ossenberg eine neue Heimat –, wurde ebenfalls in Eigenleistung Ossenberger Bürger 1953 die moderne Pfarrkirche St.-Mariä-Himmelfahrt errichtet. Pläne für eine neue, größere Pfarrkirche in Ossenberg bestanden bereits seit 1907. Diese konnten jedoch wegen der Kriegszeiten und der anschließenden wirtschaftlichen Notzeiten nicht realisiert werden.

### Büntener Mühle

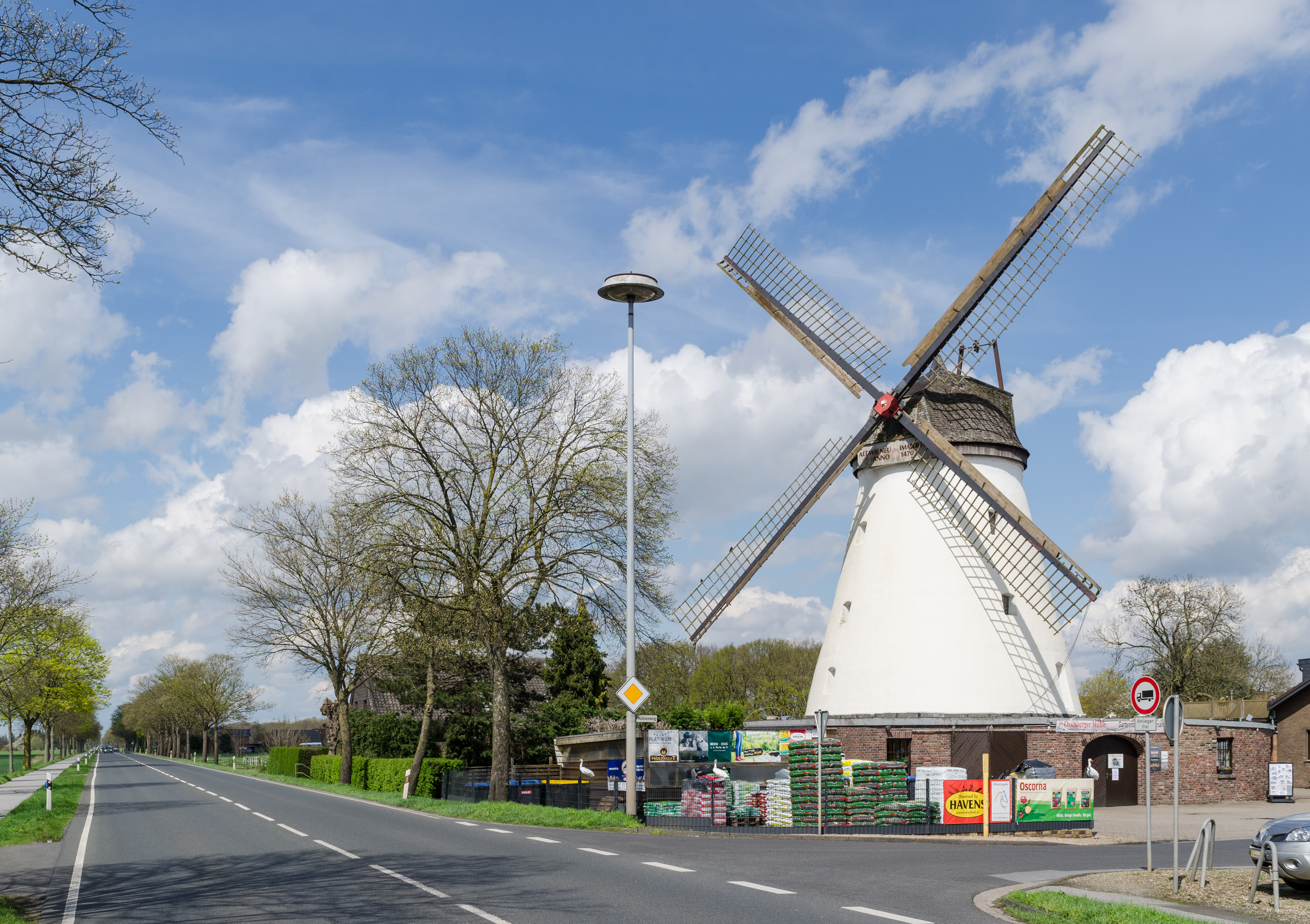
Windmühle an der L 137

Die Ossenberger Turmwindmühle an der Xantener Straße geht auf einen 1470 errichteten Vorgängerbau zurück. Allerdings kann es sich bei diesem noch nicht um eine Turmmühle gehandelt haben, da dieser Mühlentyp erst später erfunden wurde. Leonardo da Vinci hat um 1535 den Entwurf einer Mühle mit drehbarem Dach und fast waagerecht liegender Flügelwelle skizziert. Er wurde erstmals in Flandern 1550 erprobt. Die Ossenberger Mühle erhielt ihre heutige Form als Turmwindmühle mit drehbarer Haube etwa 1750.
In der Nähe der Ossenberger Mühle, die nach der langjährigen Besitzerfamilie auch Büntener Mühle genannt wird, wurden 1906 die hohen Schornsteine und Gebäude der Solvay-Werke errichtet. Da die Mühle nun bei bestimmten Windrichtungen nicht mehr genügend Wind erhielt, musste für Flautenzeiten ein elektrischer Antrieb eingebaut werden. Die Stromkosten übernahmen ursprünglich die Solvay-Werke.

### Haus Momm

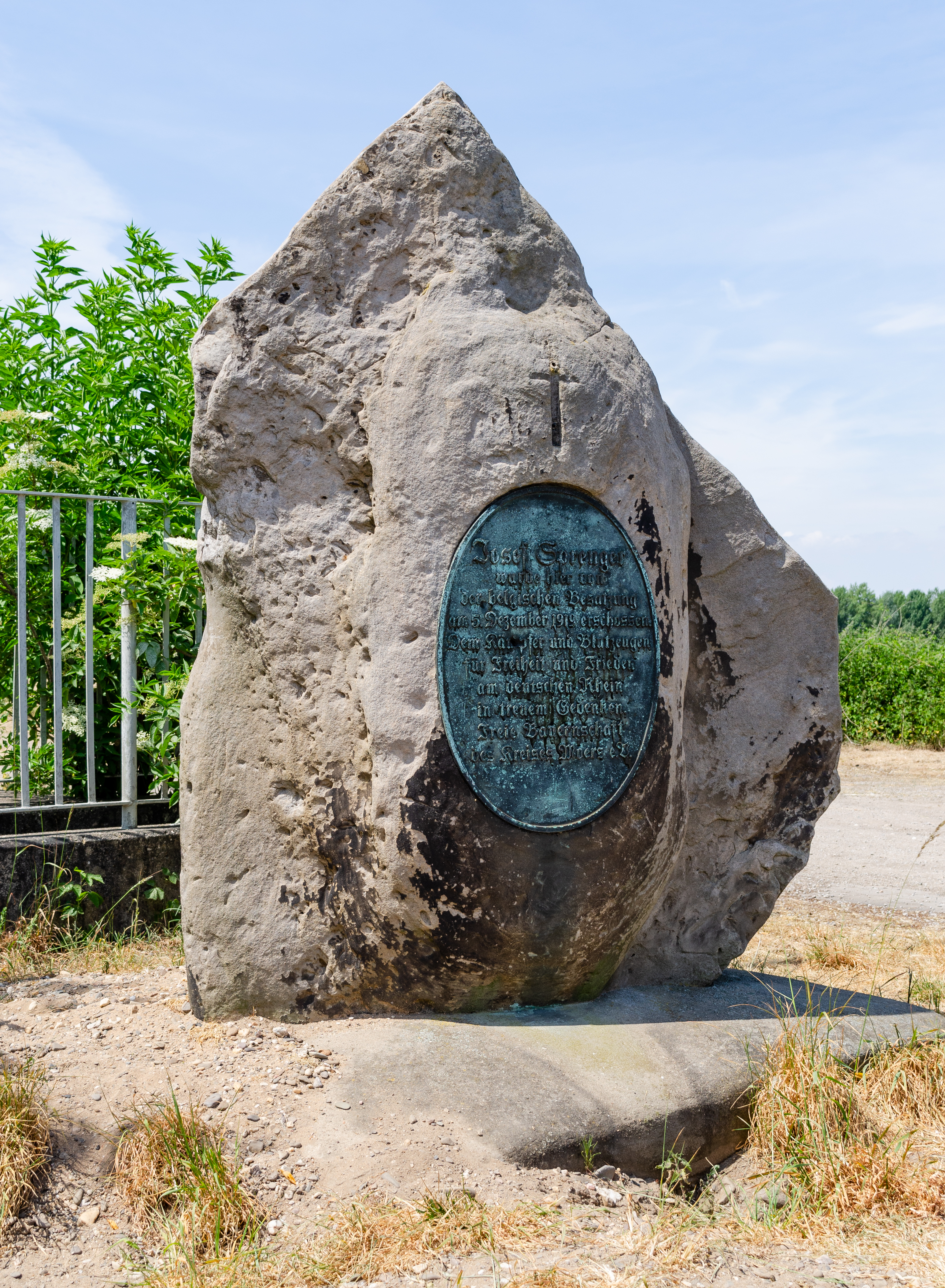
Gedenkstein an der Momm

Haus Momm war das Herrenhaus eines großen Bauernhofs der Familie Sprenger mit einer Gaststätte direkt am Rhein an der Ossenberger Hafenanlage. Der Name stammt vom Flüsschen Momm, das gegenüber dem Haus Momm rechtsrheinisch in den Rhein mündet. Haus Momm war vor seinem Abriss in den 1990er Jahren das Ausflugslokal der Ossenberger Familien. Heute ist nur noch das Denkmal für Joseph Sprenger erhalten geblieben, der hier am 5. Dezember 1919 von belgischen Besatzungssoldaten unmittelbar am Rhein erschossen wurde.

### Sonstige Sehenswürdigkeiten
- Katholische Kirche St. Mariä Himmelfahrt von 1953
- Naturschutzgebiet Rheinvorland nördlich der Ossenberger Schleuse
- Ortsmittelpunkt mit Dorfplatz und Brunnen

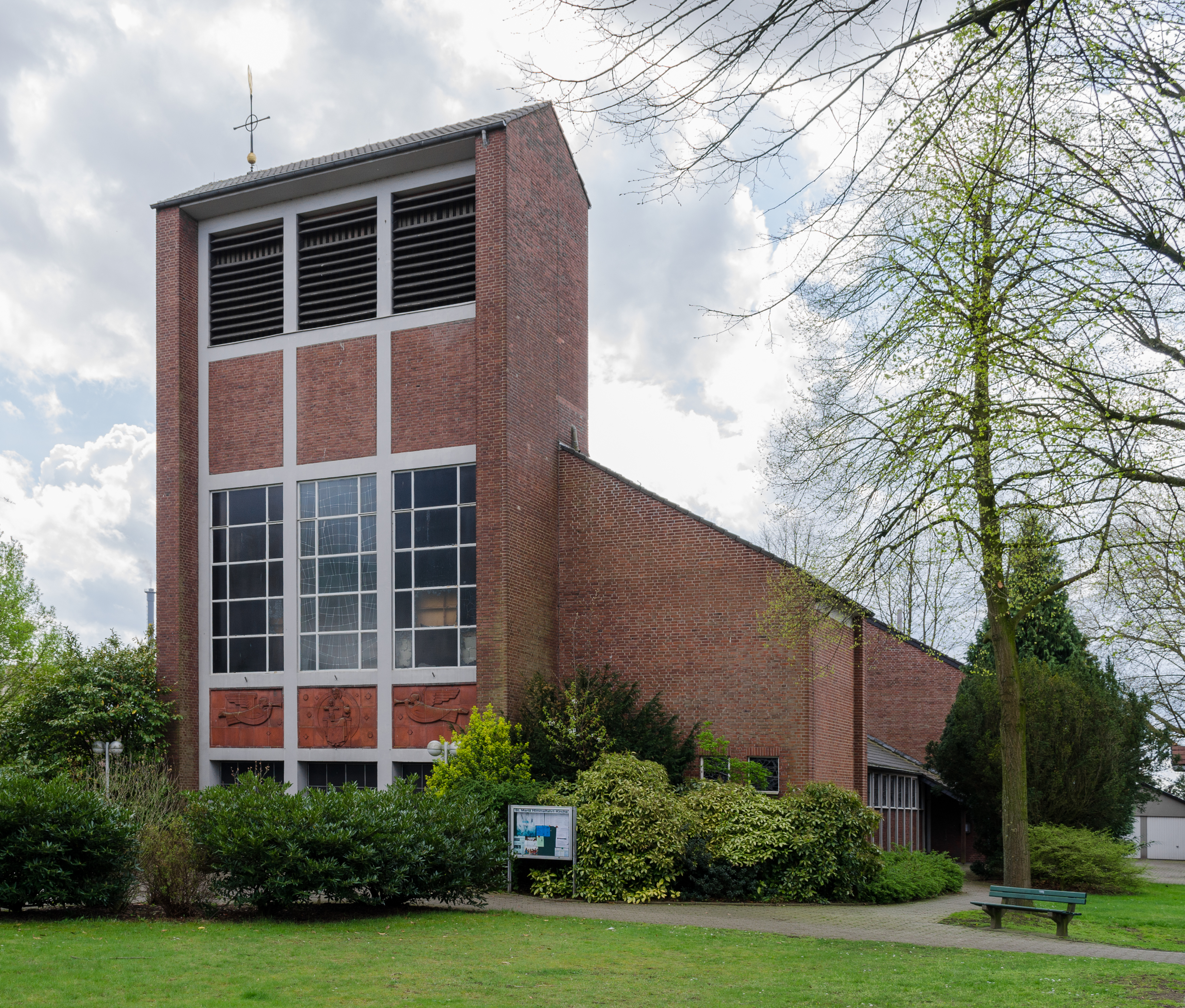
Kirche St. Mariä Himmelfahrt
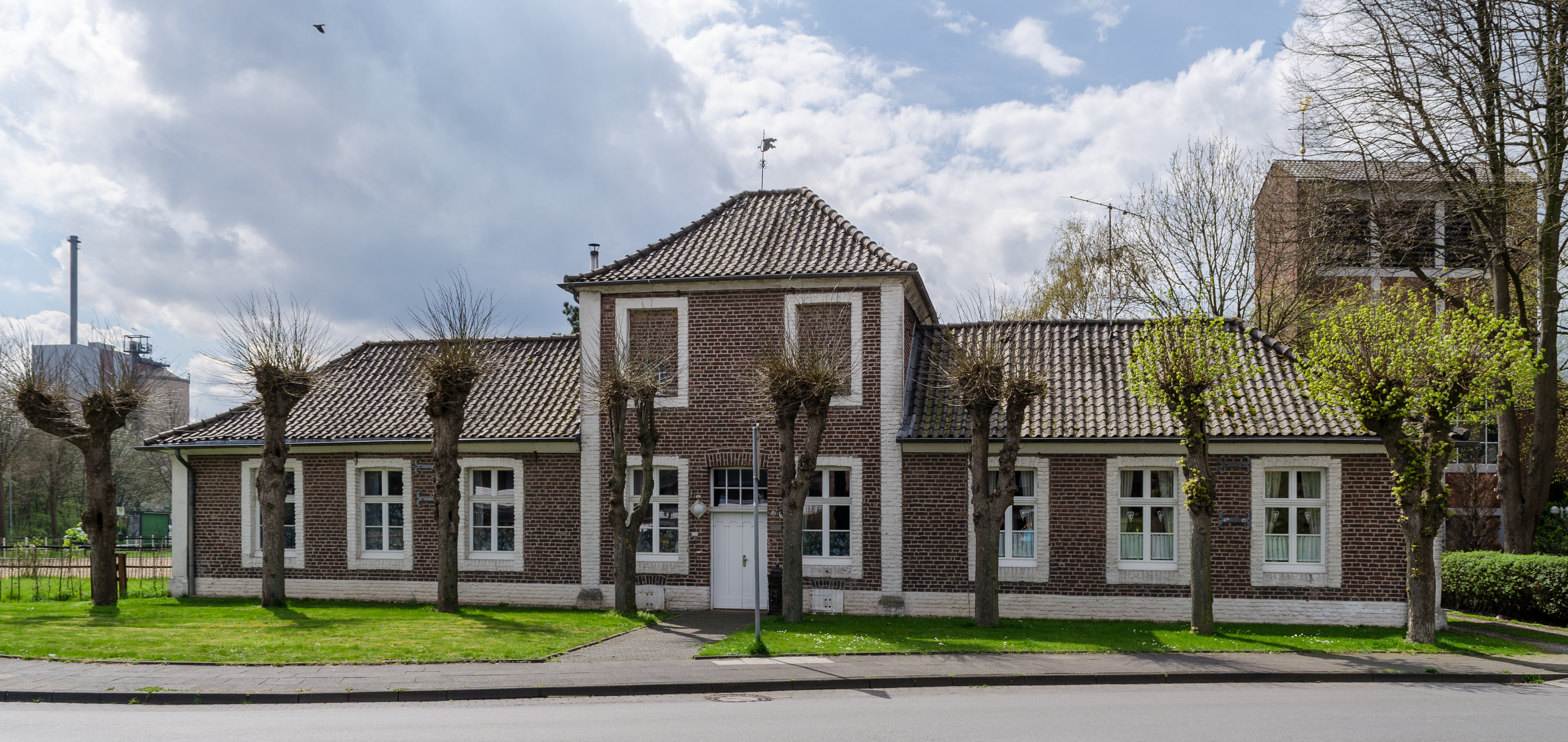
Ortsbildprägendes Mühlenhaus im Zentrum
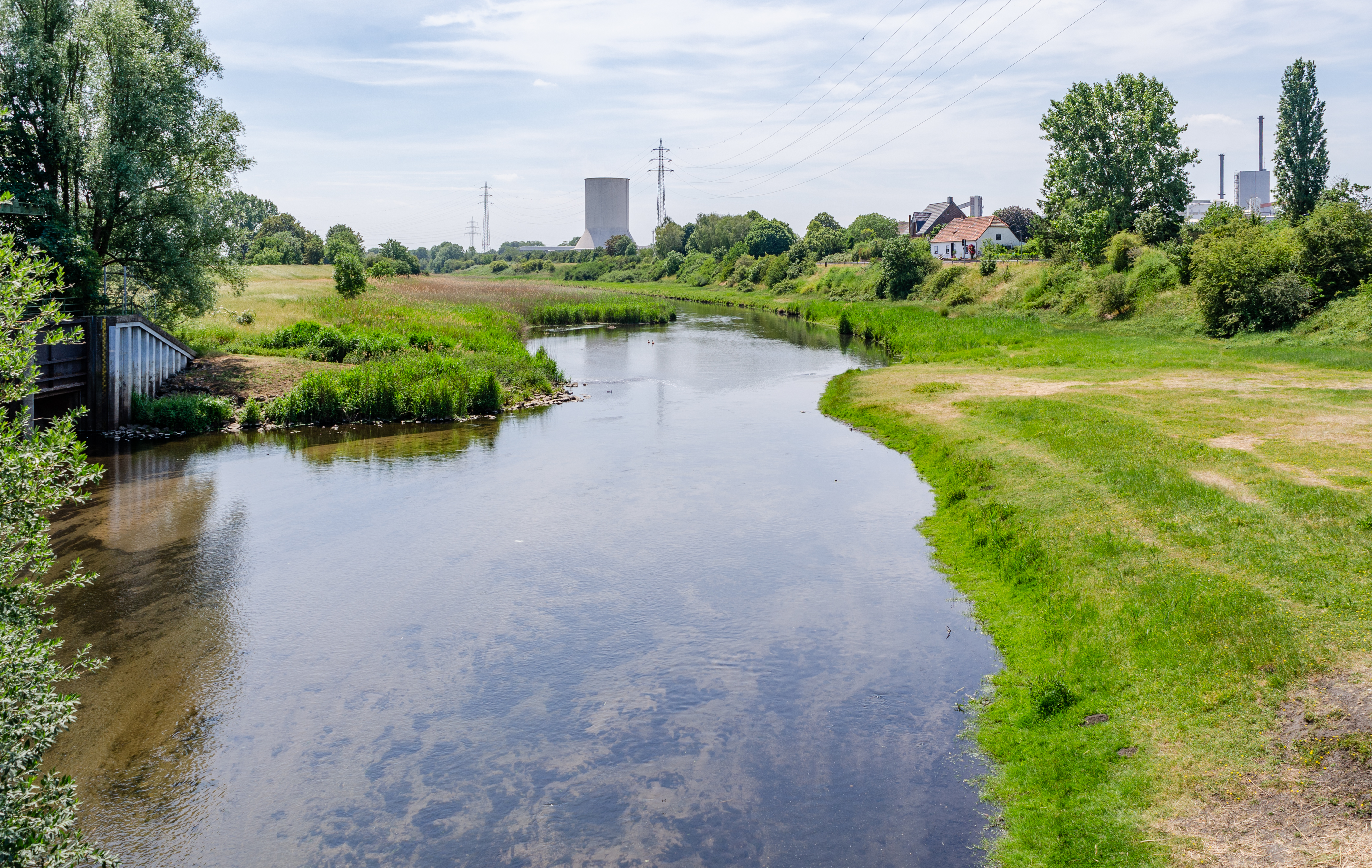
Naturschutzgebiet Alter Rhein

### Kreissieger im Wettbewerb „Unser Dorf hat Zukunft“
Im Jahr 2011 wurde Ossenberg nach mehreren Teilnahmen Kreissieger im Wettbewerb „Unser Dorf hat Zukunft“, früher auch als „Unser Dorf soll schöner werden“ bekannt, und vertrat den Kreis Wesel 2012 auf Landesebene.

## Verkehr und Wirtschaft

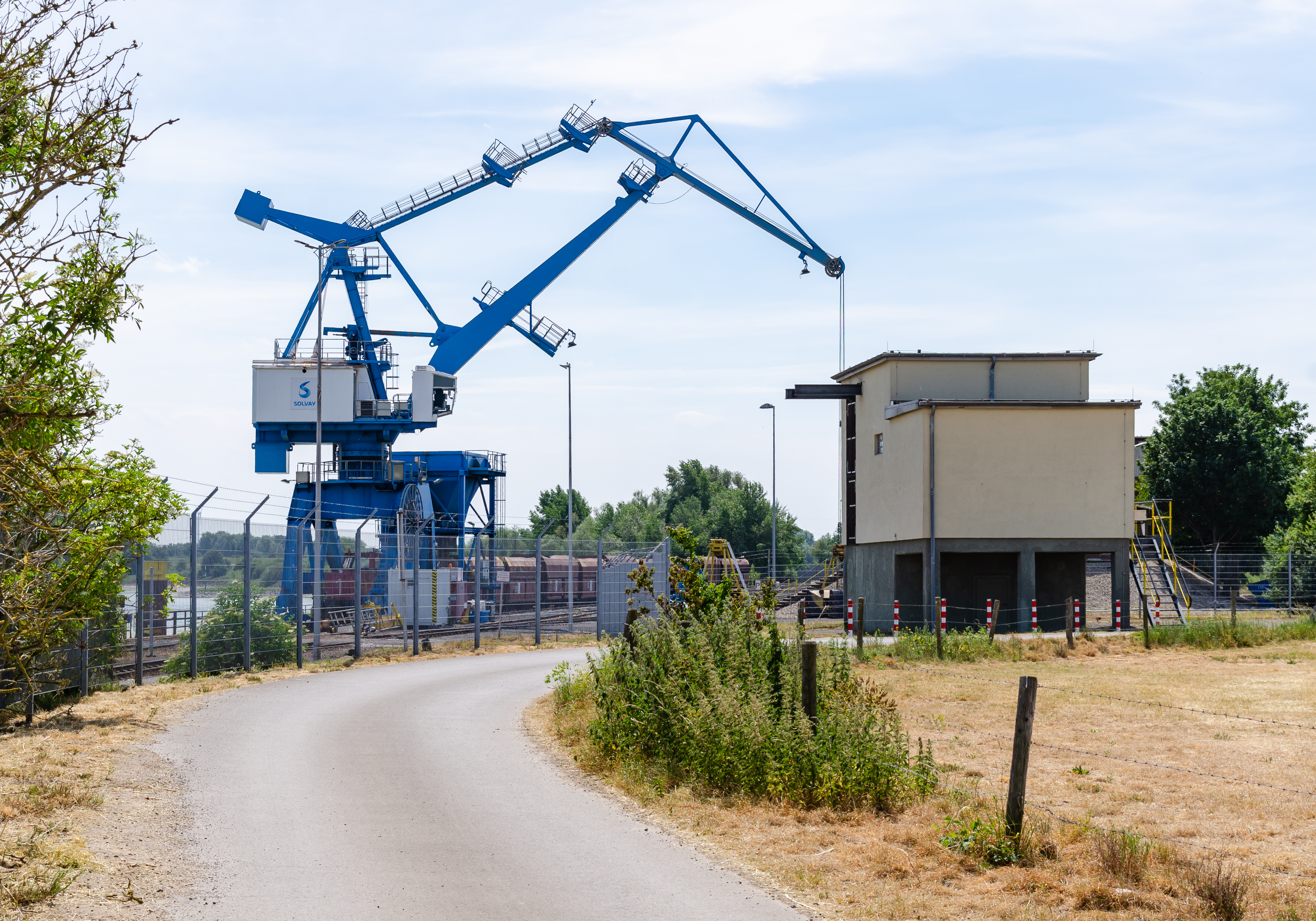
Solvay-Rheinhafen Ossenberg

### Straße, Schiene und Flughafen
An den überörtlichen Straßenverkehr ist Ossenberg durch die Bundesstraße 57 (Aachen-Kleve) angebunden. Eine Buslinie der NIAG verbindet Ossenberg mit Rheinberg und Kamp-Lintfort. Nächsterreichbare Eisenbahnlinie ist die Strecke Duisburg-Xanten am Bahnhöfe in Bahnhof Millingen, die über den Bahnhof Duisburg einen Anschluss an das europäische Bahnnetz gewährleistet, nächstgelegene Flughäfen sind der internationale Flughafen Düsseldorf sowie der Regionalflughafen Weeze.

### Rheinhafen
Bei Rheinkilometer 806 liegt der Ossenberger Rheinhafen. Dort wurde bis 2014 in großem Umfang Salz verladen, das aus dem 1906 von den Deutschen Solvay-Werken gegründeten Borther Steinsalzbergwerk stammt und auf einer firmeneigenen Gleisanbindung von Borth zum Ossenberger Hafen transportiert wurde. Das Bergwerk gehört seit 2002 zur Firma European Salt Company. Der Hafen dient auch zur Anlieferung von Kalksteinen, die die Solvay-Werke zur Sodaherstellung im Rheinberger Werk benötigen, an das der Hafen ebenfalls durch eine werkseigene Bahntrasse angeschlossen ist.

### Solvay-Werke
Die 1906 an der Xantener Straße, der heutigen B 57, zwar auf Rheinberger Gebiet, aber unmittelbar an der Grenze zu Ossenberg gegründete Niederlassung der Deutschen Solvay-Werke ist mit Abstand das größte Industrieunternehmen in Rheinberg und der größte Arbeitgeber für den Ortsteil Ossenberg. Von der Bundesstraße 57 gesehen verschwindet das alte Dorf mit seinem Schloss nahezu gänzlich hinter der großen Industrieanlage.
Rheinberg-Ossenberg war das zweite Werk der Solvay-Werke in Deutschland, es wurde anfangs nur zur Sodaproduktion errichtet, das Salz kam seit 1924 aus dem eigenen Steinsalzbergwerk in Borth sowie per Pipeline aus den Kavernen von Epe (Westfalen), der Kalk aus Wülfrath bei Düsseldorf. Das Rheinberger Werk produziert heute sowohl Soda als auch diverse Kunststoffe. Hauptprodukt ist PVC und seine Derivate. Ein weiteres wichtiges Produkt sind chlorhaltige Lösungsmittel, die die Basis für die Produktion von Lacken, Farben und Holzschutzmitteln darstellen.

## Vereine
Die wichtigsten Vereine in Ossenberg sind:
- Schützenverein Ossenberger Schützen von 1828, der die Ossenberger Schützenfeste ausrichtet
(das Gründungsjahr 1828 ist urkundlich nicht nachweisbar)
- Geselligkeitsverein Verein Gemütlichkeit Ossenberg von 1882; gegründet durch Wilhelm Kausen, Wilhelm Hink, Johann Fonk, Johann Wardemann und Dietrich Wessels
- SV Concordia Ossenberg von 1946, Neugründung 1982 mit heute zahlreichen Sparten
- Fanfarenzug Ossenberg, gegründet 1950
- Katholische Arbeiterbewegung St. Josef Ossenberg (KAB) von 1908
- Heimat- und Traditionsverein Herrlichkeit Ossenberg e. V. von 2004
- Karneval-Ausschuss Gemütlichkeit (KAG) von 2005 (eine Abspaltung des Vereins Gemütlichkeit)
- St.-Martins-Komitee St. Josef Ossenberg
- Katholische Frauengemeinschaft (KFD)

## Ossenberger Mundart
Die Ossenberger Mundart, üblicherweise Ossenberger Platt genannt, gehört – zusammen mit den Mundarten der Nachbarorte Millingen, Alpsray, Rheinberg, Budberg und Eversael zum Rheinberger Platt. Das Rheinberger Platt ist eine Mundart innerhalb des Niederfränkischen, zu dem historisch auch das Niederländische zählt.
Dass selbst innerhalb des Rheinberger Platts feine Unterschiede bestehen, erkennt man zum Beispiel an der unterschiedlichen Umsetzung von westgermanisch /u:/ (Horster 1996).
Unterschiede innerhalb der Rheinberger Mundart
|       |           | Osbg. | Mill. | Alps. | Rhbg. | Budb. | Evers. |
| ----- | --------- | ----- | ----- | ----- | ----- | ----- | ------ |
| Haus  | hüs/hus   | ü     | ü     | ü     | ü     | ü     | u      |
| Kraut | krüt/krut | ü     | ü     | ü     | ü/u   | u     | u      |
| Zaun  | tün/tun   | ü     | ü     | ü/u   | u     | u     | u      |

Die Abkürzungen bedeuten: Osbg. = Ossenberg, Mill. = Millingen, Alps. = Alpsray, Rhbg. = Rheinberg, Budb. = Budberg und Evers. = Eversael.
Josef Gormanns hat 1989 ein Wörterbuch der Rheinberger Mundart, Theodor Horster 1996 ein Rheinberger Wörterbuch herausgegeben, das auch auf Ossenberger Gewährsleuten beruht. Damit haben beide einen entscheidenden Schritt zur Bewahrung des Rheinberger Platts gemacht. Während die ältesten Bewohner Ossenbergs sich immer noch zuweilen untereinander im Platt unterhalten, kann es die Gruppe der mittelalten einheimischen Bürger gerade noch verstehen, die Jüngeren oder Kinder kommen kaum noch mit der niederrheinischen Mundart in Kontakt.
Als Beispiel für die Rheinberg-Ossenberger Mundart einige Sätze aus einem Bericht über ein Hochwasser mit Eisgang aus dem Jahre 1929 aus Gormanns 1989 (in vereinfachter Notation):
Inne februar neegentinhondertneegenontwentech, as man glöwne, de wenter trök af, as di Rinberkse sech of dä fastelowent froine, brook öwer nach' äne strenge wenter herin, schlemmer as 1890, woerfan aale lüj dumols gärn vertellne. Öwer därtech grat onder null fror et schteen on been. Nor wenech daach schtoon dä Rin.
Im Februar 1929, als man glaubte, der Winter zöge ab, (und) als die Rheinberger sich auf den Fasching freuten, brach über Nacht ein strenger Winter herein, schlimmer als 1890, wovon alte Leute damals gern erzählten. (Bei) über 30 Grad unter Null fror es Stein und Bein. Nach wenigen Tagen stand der Rhein.
Im Folgenden einige Beispielsätze aus Horster 1996, die sich direkt auf Ossenberg beziehen:
We häben enen oome, dä wont in Ossenbärch.
Wir haben einen Onkel, der wohnt in Ossenberg. (Anfang eines Rheinberger Karnevalliedes)
Fan-e schtat bis op den Ossenbärch sind-et drijenhaf kilemeeters.
Von der Stadt (Rheinberg) bis Ossenberg sind es dreieinhalb Kilometer.
De Ossenbärchse möl schteet al sait seewentienhondertfiftech soo dor, wi se fandaach noch to siin ös.
Die Ossenberger Mühle steht schon seit 1750 so da, wie sie heute noch zu sehen ist.
Sait de Solwai beschteet, häben dor ömer weer ene gansen deel Ossenbärchsen öer Ärbait gehat.
Seit die Solvay besteht, haben dort immer viele (lit. ein ganzer Teil) Ossenberger ihre Arbeit gehabt.

### Geschichtsbuch der Gemeinde Borth
- Fritz Hofmann, Hans Pattscheck (Hrsg.): Geschichtsbuch der Gemeinde Borth. Borth 1968.

Darin sind unter anderem folgende Aufsätze enthalten:
- Fritz Hofmann: Die frühe Besiedlung unserer Gemeinde.
- Fritz Hofmann: Der Rhein und die Gemeinde Borth.
- Hans Pattscheck: Aus der Geschichte der Bürgermeisterei Ossenberg.
- Richard Verhuven: Der Rittersitz Ossenberg und seine Besitzer.
- Paul Mast: Das Simultaneum in Ossenberg.
- Walter Pelzer: Aus der Geschichte der Volksschule Ossenberg.